# عبور از آند
عبور از آند (اسپانیایی: Cruce de los Andes‎) مجموعه ای از مانورهای نظامی بود که بین ۱۲ ژانویه تا ۹ فوریه ۱۸۱۷، ارتش آند از استان‌های متحد ریو د لا پلاتا - آرژانتین کنونی- به کمک نیروهای تبعیدی شیلی از شهر مندوزا انجام داد.
رشته کوه آند منطقه‌های آرژانتین تا شیلی را جدا می‌کند و بر همین اساس مقابله با نیروهای سلطنت‌طلب امپراتوری اسپانیا که در شیلی بودند، برای آرژانتینی‌ها سخت بود. ژنرال آرژانتینی، خوزه د سان مارتین، برای آزاد کردن شیلی و پرو طرح عبور از آند را پی ریخت تا با عبور از کوهستان، مسیر لشکرکشی را کوتاه کند. شیلیایی‌ها هم به رهبری مانوئل رودریگز در سوی دیگر رشته‌کوه جنگ زاپا را برای حمایت از او به راه انداختند.
این یکی از رویدادهای تاریخی بزرگ آرژانتین و شیلی و همچنین یکی از بزرگ‌ترین شاهکارها در تاریخ نظامی جهانی محسوب می‌شود.

## پیش‌زمینه
پس از انقلاب مه در سال ۱۸۱۰، جنگ استقلال آرژانتین به عنوان بخشی از مجموعه جنگ‌های استقلال علیه سلطنت اسپانیا در سراسر قاره آمریکای جنوبی آغاز شد. اگرچه این جنبش‌ها به موفقیت اولیه دست یافتند، اما بعدها نیروهای وفادار به سلطنت که مرکزشان در پرو بود، مقاومت کردند و استقلال‌طلبان با ضعف مواجه شدند.

## سازمان‌دهی

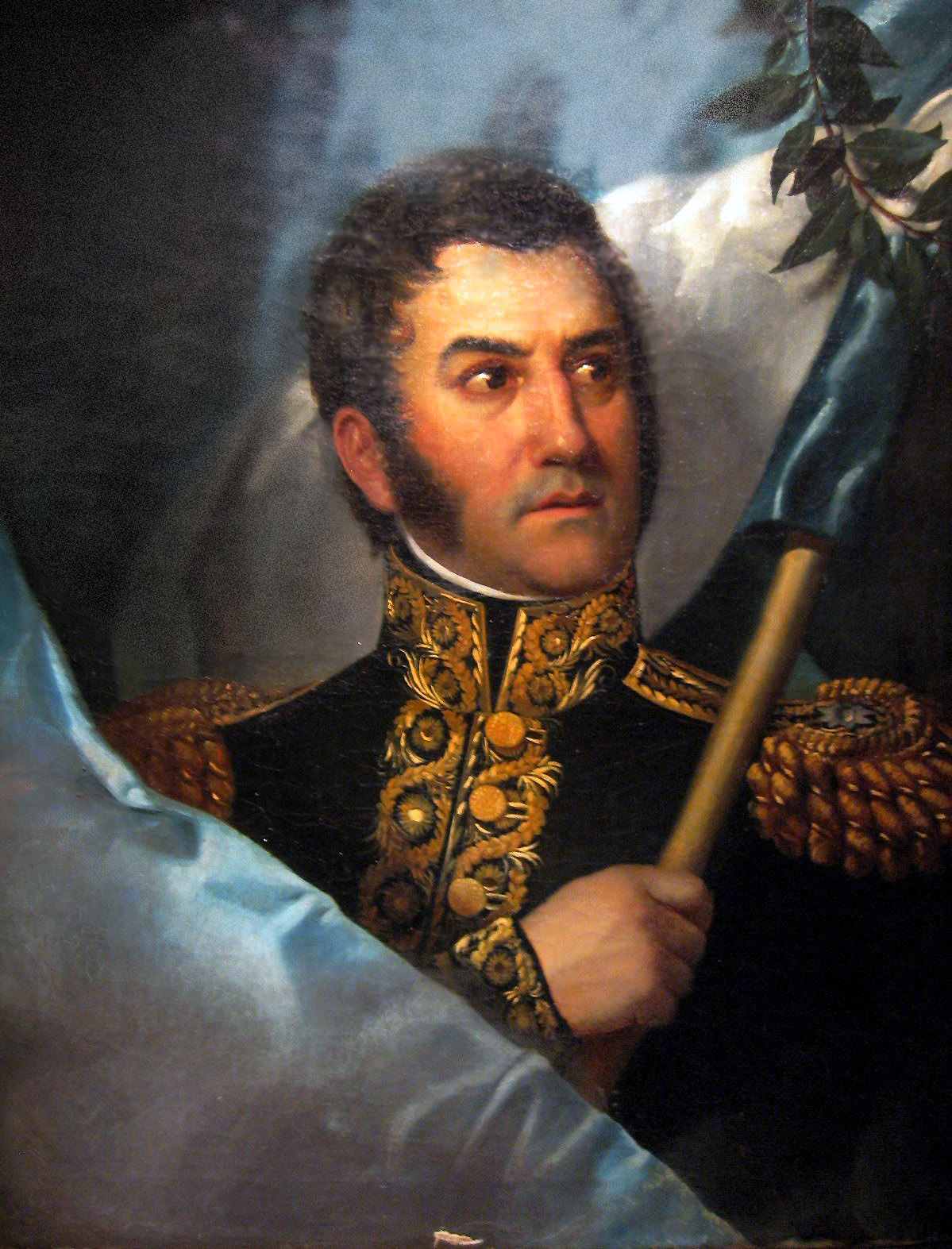
پرتره معروف خوزه د سن مارتین (نقاشی در ۱۸۲۷ یا ۱۸۲۹)

سن مارتین برای اجرای نقشه خود در ۷ سپتامبر ۱۸۱۴ با ایده سازماندهی یک ارتش کوچک و منظم در استان کویو وارد مندوزا شد. اندکی پس از ورودش، در ۱ یا ۲ اکتبر همان سال، نبرد رانکاگوئا در شیلی اتفاق افتاد که در آن نیروهای میهن‌پرست شیلی شکست خوردند و بخشی از بقایای آن‌ها از رشته کوه به سمت مندوزا آمدند و شیلی دوباره در دستان سلطنت‌خواهان باقی ماند. سن مارتین در مواجهه با این وضعیت، بقایای سربازان شیلیایی تحت فرماندهی آندرس دل آلکازار و برناردو اوهیگینز را نزد خود پذیرفت و در ارتش اولیه خود -که قبلاً حدود ۱۰۰۰ نفر داشت- ادغام کرد. جناح دیگر این گروه به رهبری خوزه میگل کاررا تصمیم گرفتند که بخشی از ارتش جدید نباشند. در همان زمان، سان مارتین گردان نیروهای کمکی آرژانتینی (همچنین به نام نیروهای کمکی شیلی) را در ارتش خود ادغام کرد. این گروه هم با رهبری خوان گرگوری د لاس هرراس و به دستور دولت استان‌های متحد از مأموریتشان در شیلی بازگشته بود.
سن مارتین مشاور حقوقی شیلیایی دکتر هیپولیتو دی ویارئال را که توسط برادران کاررا تبعید شده بود، به عنوان نماینده ارتش آند منصوب کرد تا وجوهی را که آنها برای حمایت از سربازان جمع‌آوری کرده بودند، دریافت کند. او سعی کرد به سرعت ارتش خود را در شرایط جنگی قرار دهد، زیرا می‌ترسید که سلطنت طلبان از رشته کوه عبور کنند و به مندوزا حمله کنند. با وجود آن حرکات، این ترس هرگز محقق نشد، زیرا رهبر نیروهای اسپانیایی در شیلی، کاسمیرو مارکو دل پونت، عبور ارتش از کوه‌های سرد آند را غیرممکن می‌دانست.
بنابراین سن مارتین در طول سال‌های ۱۸۱۵ و ۱۸۱۶ خود را وقف تشکیل ارتش آند کرد و آن را برای عبور از رشته کوه آند و حمله به سلطنت طلبان شیلی آماده کرد. در ۹ ژوئیه ۱۸۱۶، استان‌های متحد استقلال خود را اعلام کردند و خوان مارتین د پویردون به عنوان ریاست عالی کشور برگزیده شد. او از ژنرال سان مارتین حمایت کامل می‌کرد. شهر مندوزا به یک پادگان و کارخانه نظامی بزرگ تبدیل شد و تقریباً تمام ساکنان کویو در تولید باروت و مهمات شرکت کردند، آب کردن فلز و ساخت توپ، بافت پارچه و دوخت لباس آموختند. یک کارخانه ریخته‌گری اسلحه توسط فری لوئیس بلتران مذهبی فرانسیسکن، یک اسلحه خانه توسط آنتونیو آلوارز کوندارکو و خدمات بهداشتی توسط دکتر دیگو پارویسین راه اندازی شد.
در اواسط سال ۱۸۱۶، سن مارتین در اردوگاه ال پلومریلو، واقع در نزدیکی شهر مندوزا، مستقر شد و در آنجا ستاد فرماندهی کل خود را تأسیس کرد. فعالیت سان مارتین شامل یک طرح پیچیده برای فریب دشمن (جنگ ساپا) از طریق فرستادن جاسوسان و کنفرانس‌هایی با بومیان بود که این شایعه را منتشر می‌کردند که او از گذرگاهی به سمت جنوب آند عبور می‌کند، که امکان‌پذیرتر بود. سرخپوستان Pehuenche این نقشه‌ها را به اسپانیایی‌ها در شیلی ابلاغ کردند، که بدین ترتیب دشمنان نیروهای خود را متفرق کردند و قدرت مقاومت را از دست دادند. بخش اعظم ارتش از مسیرهای دشوار لوس پاتوس در سان خوان به فرماندهی ژنرال خوزه د سان مارتین و اوسپالاتا د مندوزا که عبور از آنها غیرممکن تلقی می‌شد، از طریق گذرگاه‌های دشوار لوس پاتوس در سن خوان عبور کردند، که عبور از آن‌ها غیرممکن به نظر می‌رسید. اما این کار اجازه می‌داد از مرکز خطوط دفاعی سلطنت طلبان بدون درگیری عبور کنند و مستقیم به سمت سانتیاگو د شیلی حرکت کنید. آن‌ها باید بیش از ۵۰۰ کیلومتر از رشته کوه و رشته پیش کوهستانی را طی می‌کردند.

### سن مارتین و سربازانش

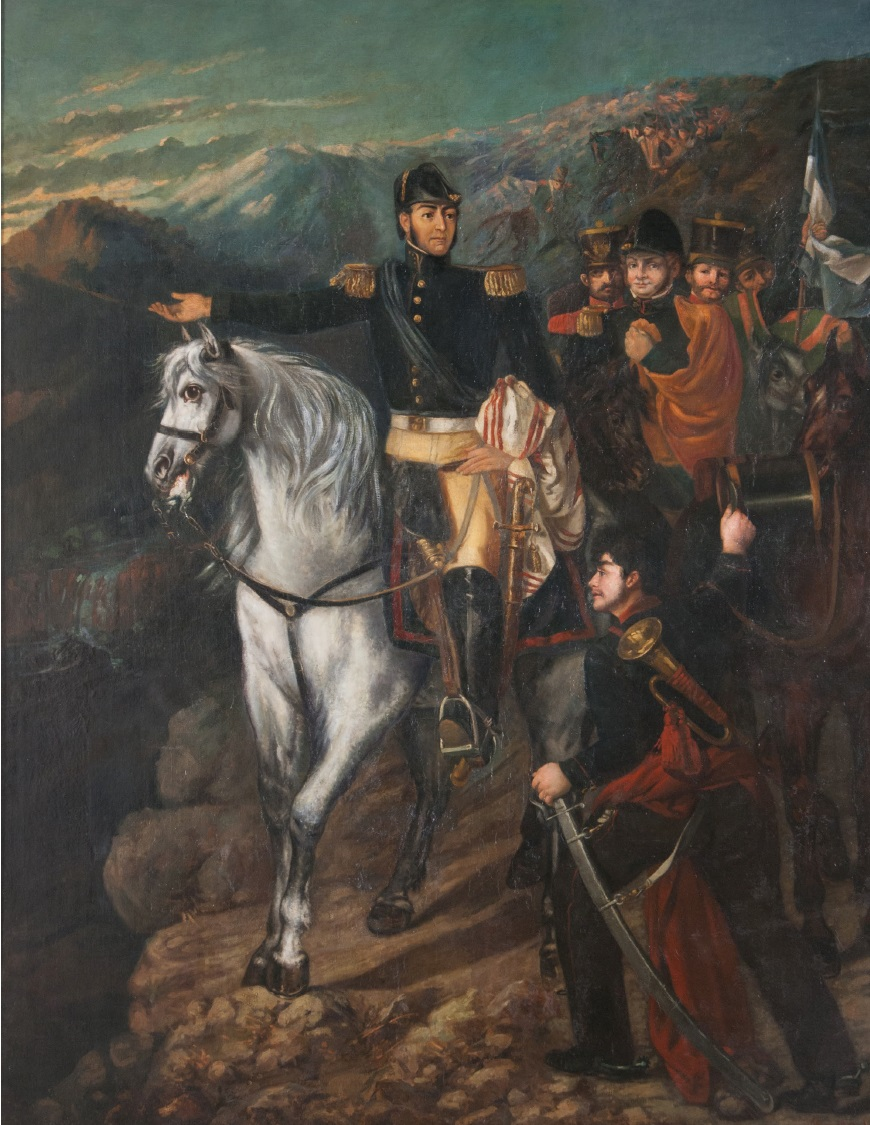
عبور از آند (سن مارتین و اوهیگینز) - نقاشی رنگ روغن اثر مارتین بونئو (۱۸۶۵).

ارتش متشکل از تقریباً ۳۸۰۰ سرباز، اکثراً سیاه‌پوست، به‌علاوه سایرین از ملیت‌های مختلف (از جمله بخش قابل توجهی از سربازان شیلیایی)، ۱۲۰۰ شبه‌نظامی به عنوان نیروهای امدادی (برای حمل غذا و مهمات)، ۱۲۰ بارترو و ۲۲ قبضه توپ بود. .
برای عبور از ۱۶۰۰ اسب جنگی و ۱۰۰۰۰ قاطر استفاده کردند، بنابراین همه پرسنل سوار بودند.
آنها ۲۲ توپ، ۲۰۰۰ گلوله توپ، ۱۱۲۹ سابر و ۵۰۰۰ تفنگ سرنیزه حمل می‌کردند.
اساس رژیم غذایی ارتش والدیویانو بود - غذایی مبتنی بر گوشت خشک (چارکی) خرد شده، چربی، برش‌های پیاز خام و آب جوش. ستون‌هایی که آذوقه را حمل می‌کردند به سمت عقب می‌رفتند. آنها بیش از ۴ تن کراکر ذرت، ۱۱۳ بار شراب، مشروبات الکلی برای کاهش سرمای شبانه، سیر و پیاز (برای مبارزه با سوروچه یا آپونامینتو) ۶۰۰ راس مال برای تهیه گوشت تازه، پنیر و رُن حمل می‌کردند.
آنها علاوه بر یونیفورم، پانچوی سن لوئیس، پتو و پتو فلانل به تن داشتند. شدت سرما به حدی بود که حیوانات هم لباس به تن شدند و آنها را با پتو پوشانده بودند.
سن مارتین از زخم رنج می‌برد، و در طول مسیر گذرگاه، به دلیل بیماری‌های خود، مجبور شد با برانکارد منتقل شود. در هنگام بازگشت به بوئنوس آیرس، پس از اولین عبور، این بیماری‌ها سلامت او را بدتر کرد.

## عبور
در ۵ ژانویه ۱۸۱۷ عبور از رشته کوه آند آغاز شد.
ارتش آند که در ال پلومریلو (۷ کیلومتری مندوزا) آماده گردید، اردوگاه را ترک کرد و عبور از آند را از طریق گذرگاه‌های Los Patos و Uspallata آغاز کرد. این جاده‌های شیب دار عنصر غافلگیری را تضمین می‌کرد. عبور با استفاده از راهنماها، ۲۱ روز به طول انجامید. حداکثر ارتفاع به بیش از ۴۰۰۰ می‌رسید.
برنامه کارزار این بود که نیروها را به دو ستون (اصلی و فرعی) و چهار دسته تقسیم کنند.